# Monster Tour
Monster Tour war der Titel der 2012 begonnenen Tournee der Hardrock-Gruppe Kiss.

## Hintergrund
Am 5. Oktober 2012 veröffentlichte Kiss ihr 20. Studioalbum mit dem Titel Monster. Um dieses zu bewerben, gingen sie auf Welttournee.

### Konzertabsagen
Die Band verlegte das Konzert in Calgary am 13. Juli 2013 auf den 8. November 2013, weil es in der Stadt zu einem Hochwasser kam. Das Hell and Heaven Metal Festival 2014, auf dem Kiss auch spielen sollten, wurde aus Sicherheitsgründen abgesagt.

## Südamerika-Tournee
Am 7. Mai 2012 begann die Monster Tour im River Plate Stadion in Buenos Aires. Tommy Thayer hatte an diesem Tag seinen 52. Geburtstag. Das Konzert wurde im Internet übertragen. Beim allerersten Konzert der Band in Paraguay war sie Headliner des Asunción Rock Festival 2012. Die Südamerika-Tournee fand ihren Abschluss in der HSBC Arena in Rio de Janeiro, das Live im Internet übertragen wurde.

## Australien-Tournee
Die Australien-Tournee begann am 28. Februar 2013 in Perth, Australien. Als Co-Headliner fungierte, wie auf der The Tour, Mötley Crüe. Die Vorgruppen waren Thin Lizzy und Diva Demolition. Bei der Australien-Tournee verwendeten Kiss eine andere Setlist als in Südamerika. Am 3. März 2013 beim Konzert in Adelaide fing ein Teil der Bühne Feuer. Paul Stanley stimmte deswegen Light My Fire von den Doors an. Am 7. März 2013 spielten Kiss zwei Songs bei der NRL Footy Show (Rock and Roll All Nite und Hell or Hallelujah). Das Konzert am 10. März 2013 kürzten Mötley Crüe um 4 Songs, weil Vince Neil mit Verdacht auf Nierensteine ins Krankenhaus eingeliefert wurde. Beim letzten Konzert der Australien-Tournee am 16. März 2013 in Mackay, Australien, widmete Paul Stanley den Song Shandi der ermordeten Shandee Blackburn.

## Europa-Tournee
Zur Europa-Tournee gab es eine neue Bühne. Über der Bühne schwebte eine riesige Metallkonstruktion, die wie eine Spinne aussah. Deren Beine waren Scheinwerfer. Vor Beginn der Show gingen Paul Stanley, Gene Simmons und Tommy Thayer auf die Spinne. Selbige fuhr zur Hallendecke hoch. Nachdem der Vorhang gefallen war, kam die Spinne wieder herunter. Gene Simmons flog nach seinem Bass-Solo auf die Spinne und sang dort das Lied 'God of Thunder'. In der Stockholmer Friends Arena in Schweden begann am 1. Juni 2013 die Europa-Tournee. Auch bei diesem Tournee-Abschnitt gab es eine neue Setlist. Aber im Gegensatz zu der Setlist auf der Australien-Tournee blieb die Setlist für Europa weitestgehend konstant. Am 6. Juni 2013 trat die Band beim Sweden Rock Festival auf. Bei den Konzerten in Kopenhagen und Berlin funktionierte die „Spinne“ nicht. Auch bei weiteren Konzerten der Monster Tour funktionierte sie nur teilweise. Die Band spielte am 15. Juni 2013 auf dem Nova Rock Festival in Nickelsdorf. Beim Bühnenabbau des Konzertes in Mailand, Italien kam ein lokales Crew-Mitglied ums Leben. Das Konzert am 20. Juni 2013 in Zürich, Schweiz wurde Live im amerikanischen Fernsehen übertragen. Die Europa-Tournee fand ihren Abschluss am 22. Juni 2013 in Clisson, Frankreich auf dem Hellfest.

## Nordamerika-Tournee
Die Show für die Nordamerika-Tournee hatte die gleichen Elemente wie die Show für Europa. 13 Tage nach dem letzten Konzert in Europa fing die Nordamerika-Tournee am 5. Juli 2013 in Victoria, Kanada an. Am 20. Juli 2013 trat die Band auf dem Cadott Rock Festival auf. Vor dem Konzert am 10. August 2013 brach sich der Schlagzeuger Eric Singer den Zeh. Er spielte das Konzert dennoch. Beim Arena Bowl XXVI am 16. August 2013 traten Kiss auf. Die Nordamerika-Tournee endete am 18. August 2013 im Seminole Hard Rock Hotel and Casino in Hollywood (Florida). Ein weiteres Konzert, das man diesem Tournee-Abschnitt zuordnen kann, ist das Konzert am 9. September 2013 in Brooklyn, das Werbung für John Varvatos war.

## Japan-Tournee
Der letzte Tournee-Abschnitt startete am 19. Oktober 2013 in Chiba in Japan. Kiss absolvierten einen Tag vorher einen Fernsehauftritt bei Music Station auf TV Asahi, der aus einem Song (I Was Made for Lovin’ You) bestand. Kiss spielten zwei ausverkaufte Konzerte im Budōkan, wovon letzteres am 24. Oktober 2013 Live im Fernsehen ausgestrahlt wurde. Dies war das letzte Konzert der Japan-Tournee.

## Andere Konzerte
Vier Tage nach dem letzten Konzert in Japan, am 28. Oktober 2013, begannen Kiss in Miami die Kiss Kruise III. Auf dem Schiff, der Norwegian Pearl, spielte Kiss ein Unplugged-Konzert und zwei Konzerte mit E-Gitarren, auf denen hauptsächlich Raritäten gespielt wurden. Am 8. November 2013 wurde das Konzert in Calgary nachgeholt. Im Dezember spielten Kiss noch zwei Benefizkonzerte (aus je fünf Songs) ohne Make-up. Am 25. Januar spielte die Band im Rahmen der NHL Outdoors Stadium Series vier Songs. Kiss spielten am 14. Februar ein kurzes (sechs Songs) Benefiz-Konzert, dass von Mending Kids veranstaltet wurde. Im Rahmen der Gründung des Arena-Football -Teams LA Kiss gab die Band am 3. April ein Unplugged-Konzert. Zudem gab die Band im Rahmen ihres Einzugs in die Rock and Roll Hall of Fame einen Fernseh-Auftritt in der Jimmy Fallon Show. Am 21. Mai 2014 spielten Kiss beim Finale von American Idol ein Medley aus 'Love Gun' und 'Shout It Out Loud' mit dem Gewinner Caleb Johnson.